# Estádio do Dragão
Estádio do Dragão er et fodboldstadium i Porto. Stadionet er hjemmebane for fodboldklubben FC Porto. Stadionet var også et af de otte arenaer under EM i fodbold 2004.